# Luise Seitz-Zauleck

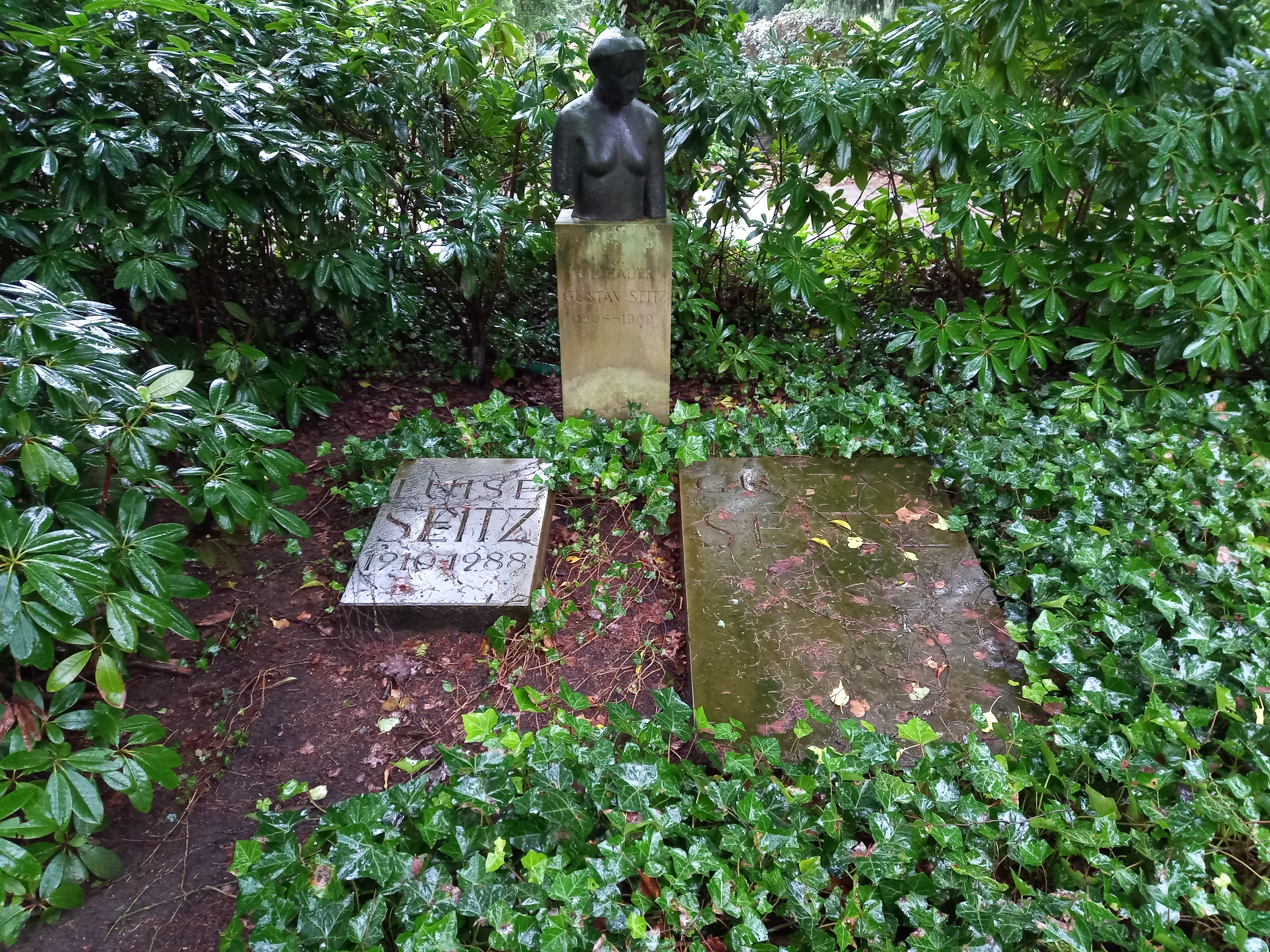
Das Grab von Luise Seitz-Zauleck (links) und ihrem Ehemann Gustav Seitz auf dem Friedhof Blankenese in Hamburg

Luise Seitz-Zauleck (* 14. August 1910 in Weidenau; † 11. Oktober 1988 in Hamburg) war eine deutsche Architektin, die als Mitarbeiterin des sogenannten Kollektivplans einen wichtigen Beitrag zum Wiederaufbau Berlins nach dem Zweiten Weltkrieg leistete.

## Leben und Werk
Sie ist als Luise Seitz-Zauleck, Luise Seitz oder Luise Zauleck  bekannt. Nach ihrer Hochzeit mit dem Bildhauer Gustav Seitz im Jahr 1937 trug sie den Namen Luise Seitz. In der Fachliteratur wird sie jedoch meistens mit dem Nachnamen Seitz-Zauleck genannt. Ab 1931 studierte Luise Zauleck das Fach Architektur an der Technischen Hochschule Berlin, heute Technische Universität Berlin. Zu ihren Professoren gehörte der einflussreiche Planer Heinrich Tessenow. 1936 schloss sie das Studium mit Diplom ab.
Luise Seitz-Zauleck war ab 1938 Mitglied der Abteilung Baukunst der Reichskulturkammer. Sie selbst arbeitete zunächst als freie Architektin. 1942 nahm sie jedoch einen Auftrag an, für Otto Rauter landwirtschaftliche Bauten zu planen. Dieser Auftrag kam somit vom Reichskommissar für die Erhaltung deutschen Volkstums im Osten. Während der Kriegszeit war sie  mit anderen Architekten befreundet, die ebenfalls keine nationalsozialistische Ideologie verfolgten, jedoch – wie Seitz-Zauleck – opportunistisch Aufträge vom NS-Regime annahmen, beispielsweise Egon Eiermann oder Hans Scharoun.
Die wichtigste Planung im Werk von Luise Seitz-Zauleck war der sogenannte Kollektivplan, der 1945 bis 1946 erstellt wurde. Luise Seitz-Zauleck war Teil der Kerngruppe des Planungskollektivs, welches den Plan erarbeitete und 1946 eine Ausstellung zum Thema Wiederaufbau im Berliner Stadtschloss zusammenstellte. Seitz-Zauleck war für die Fragen des Wohnungsbaus verantwortlich. Obwohl der Kollektivplan selbst keine verbindliche Planungsgrundlage war, wirkte er sich ideell jedoch noch die folgenden Jahrzehnte auf die Berliner Stadtentwicklung aus. Neben Ludmilla Herzenstein war mit Luise Seitz-Zauleck eine zweite Frau im Planungskollektiv vertreten, was zu jenem Zeitpunkt keinesfalls selbstverständlich war.
In der frühesten Nachkriegszeit arbeitete Luise Seitz-Zauleck noch als Planerin in Berlin. 1958 zogen sie und ihr Mann Gustav Seitz nach Hamburg. Aus der Zeit nach ihrem Umzug sind keine weiteren Planungen bekannt. Sie engagierte sich für das Andenken an ihren früheren Professor Heinrich Tessenow. 1988 starb Seitz-Zauleck in Hamburg. Sie war Vorsitzende der Heinrich-Tessenow-Gesellschaft in Hamburg.